# لیتن شایر
لیتن شایر (به انگلیسی: Leeton Shire) یک منطقهٔ مسکونی در استرالیا است که در نیو ساوت ولز واقع شده‌است.